# Like Nobody's Around
Like Nobody's Around è un singolo della boyband statunitense Big Time Rush, pubblicato il 23 marzo 2013 come unico estratto dal terzo album in studio 24/Seven.

## Video musicale
Like Nobody's Around è stato pubblicato con il pre-ordine dell'album 24/Seven il 23 marzo 2013. Il video fa riferimento ad altre boy band di successo dei decenni passati come The Ink Spots (anni '40/'50), The Temptations (anni '60), Jackson 5 (anni '70), New Kids on the Block (anni '80), Backstreet Boys (anni '90) e *NSYNC (anni 2000)

## Tracce
Testi di Jason Evigan, Austin Bisnow, Claude Kelly, Emily Wright, Mitch Allen, musiche di Jason Evigan, Matt Squire, The Suspex, Mitch Allan.
1. Like Nobody's Around – 2:56